# Waglers aratinga
Waglers aratinga (Psittacara wagleri, synoniem: Aratinga wagleri) is een vogel uit de familie Psittacidae (papegaaien van Afrika en de Nieuwe Wereld). Deze vogel is genoemd naar de Duitse zoöloog Johann Georg Wagler.

## Verspreiding en leefgebied
Deze soort komt voor in Colombia en Venezuela en telt twee ondersoorten:
- P. w. wagleri: noordelijk Colombia en noordwestelijk Venezuela.
- P. w. transilis: oostelijk Colombia en noordelijk Venezuela.

De ook wel als ondersoorten beschouwde P. w. frontatus in westelijk Ecuador en westelijk Peru en P. w. minor van Midden en Zuid-Peru zijn afgesplitst als aparte soort, de cordillera-aratinga (P. frontatus)

## Status
De grootte van de populatie is niet gekwantificeerd maar de soort wordt omschreven als talrijk in het grootste deel van zijn verspreidingsgebied. Aangenomen wordt echter dat dit aantal snel daalt door habitatverlies en stroperij. Op de Rode lijst van de IUCN heeft deze soort daarom de status gevoelig.